# Le Golfe-du-Saint-Laurent
Pour le golfe, voir Golfe du Saint-Laurent.
Pour les articles homonymes, voir Laurent et Saint-Laurent.
Le Golfe-du-Saint-Laurent est une municipalité régionale de comté (MRC) du Québec (Canada), situé dans la région de la Côte-Nord. Il est plus précisément situé entre la réserve autochtone de Natashquan et Terre-Neuve-et-Labrador. La MRC, avec une population de 4 500 habitants, comprend un territoire non organisé (Petit-Mécatina) et cinq municipalités, dont les plus populeuses sont Blanc-Sablon et Côte-Nord-du-Golfe-du-Saint-Laurent (le chef-lieu), qui ont une population de 1 260 et de 1 023 habitants repectivement. La superficie totale de est de 41 159,26 km² selonStatistique Canada.
La MRC a été constituée le 7 juillet 2010 à partir du détachement d'une partie de la Minganie,. Son code géographique est le 982.
Le comté régional est caractérisé par l'absence de liens routiers entre les villages étendus sur près de 375 kilomètres de côté du golfe. Excepté Blanc-Sablon, toutes les communautés ne sont accessibles que par bateaux ou par les airs, bien que la route 138 devrait normalement s'étendre un peu plus dans les environs. Depuis le début des années 1990, l'industrie de pêche de la région est en déclin, mais en revanche, le tourisme se développe pour promouvoir la chasse et la pêche, parmi d'autres activités.

## Géographie

### Entités territoriales
La MRC est constituée de cinq municipalités locales. Son territoire inclut aussi une réserves indiennes et un établissement indien qui n'en font pas juridiquement partie.
| Nom                                 | Statut               | Population 2021 | Superficie (km2) | Densité (h/km2) | Ref. |
| ----------------------------------- | -------------------- | --------------- | ---------------- | --------------- | ---- |
| Blanc-Sablon                        | Municipalité         | 1 122           | 376,5            | 2,98            |      |
| Bonne-Espérance                     | Municipalité         | 692             | 1 198,7          | 0,58            |      |
| Côte-Nord-du-Golfe-du-Saint-Laurent | Municipalité         | 787             | 3 070,3          | 0,26            |      |
| Gros-Mécatina                       | Municipalité         | 356             | 1 388,2          | 0,26            |      |
| Unamen Shipu (La Romaine)           | Réserve indienne     | 977             | 0,44             | 2 220,45        |      |
| Pakuashipi                          | Établissement indien | 237             | 3,93             | 60,31           |      |
| Saint-Augustin                      | Municipalité         | 425             | 2 058,7          | 0,21            |      |
| Total                               | Total                | 3 382           | 40 654,62        | 0,08            |      |

## Démographie
| 1991  | 1996  | 2001  | 2006  | 2011  | 2016  | 2021  |
| ----- | ----- | ----- | ----- | ----- | ----- | ----- |
| 5 832 | 5 748 | 5 607 | 5 505 | 5 126 | 4 736 | 3 382 |

## Administration
| Période                                  | Période  | Identité      | Étiquette                | Qualité |
| ---------------------------------------- | -------- | ------------- | ------------------------ | ------- |
| 2010                                     | 2013     | Bryce Fequet  | maire de Bonne-Espérance |         |
| 2013                                     | 2015     | Glen McKinnon | maire de Saint-Augustin  |         |
| 2015                                     | 2017     | Armand Joncas | maire de Blanc-Sablon    |         |
| 2017                                     | En cours | Randy Jones   | maire de Gros-Mécatina   |         |
| Les données manquantes sont à compléter. |          |               |                          |         |

```
                                         
LISTE DES DIRECTEURS-GÉNÉRAUX

                                         
                                2010-présent    Karine Monger
```